# Hanno Mořeplavec
Hanno Mořeplavec (také Hannón Mořeplavec) byl kartaginský cestovatel, který žil v 5. století př. n. l. Do dějin se zapsal průzkumnou plavbou podél afrického pobřeží.

## Expedice
V důsledku soudobé populační exploze probíhaly ještě za života Hanno Mořeplavce napříč Středozemím mezi mořskými národy rozsáhlé konkurenční boje o území a nedostatek dřeva i místa pro zemědělství začal zužovat veškerá plodná území (Kartágo samo bylo jednou z nových osad Féničanů). Řekové, Etruskové i Féničané vysílali své flotily a zakládali města v nových zemích – stejně tak i výprava svěřená Hannonovi Mořeplavci byla "oficiálně" zasvěcena hledání nových území.
Kolem r. 480 př. Kr. vyslalo Kartágo Hannona v čele flotily čítající 60 lodí, aby s její pomocí prozkoumal a kolonizoval západní pobřeží Afriky. Hlavním motivem této kolonizace bylo nejspíše hledání zlata. Hanno proplul Gibraltarským průlivem, založil, případně znovu osídlil sedm kolonií podél marockého pobřeží a prozkoumal další podstatnou část afrického pobřeží. Navštívil marocké město Mogador, kde Féničané zřídili dílnu na výrobu barviv z mořských plžů, získávaných z vod Atlantského oceánu.
Hanno se na své cestě setkal s nejrůznějšími domorodými obyvateli. Na ostrově, kde jeho plavba končila, narazil navíc na hojný počet „srstnatých lidí“. Přes veškeré úsilí se mu z nich nepodařilo zajmout ani jednoho samce, pouze tři samice. Ty byly však natolik vzdorovité, že musely být nakonec zabity a zpátky do Kartága dovezla výprava jen jejich kůže. Tlumočníci při překládání z punštiny do řečtiny označili tyto živočichy jako gorillai. Tento výraz převzal v roce 1847 zoolog Thomas Staughton Savage a vzniklo tak dnešní pojmenování goril.
Podle Plinia Staršího byly jejich kůže uchovány v Kartágu až do Římského triumfu o 350 let později.

## Periplús
Primárním zdrojem informací o Hannonově expedici je Periplús, řecký překlad textu, který nechal Hanno po svém návratu vytesat na stély v chrámu Ba'al Hammona, boha, jehož řečtí spisovatelé ztotožňovali s Kronem. Celý název zprávy přeložený do češtiny zní: „Cesta Hannona, krále Kartáginců, do libyjských zemí za Héraklovými sloupy, kterou zasvětil v Kronově chrámu“. Jedna z pozdějších písemných kopií se dnes nachází i v Britském muzeu.
Faktická přesnost zprávy byla různými odborníky zpochybněna i obhajována. Případné nepřesnosti, zejména geografického rázu, mohly být však zaneseny záměrně, aby znemožnily konkurenčním národům odhalit cesty a kotviště punského postupu v severní Africe.

Rekonstrukce Hannonovy trasy, pokud uznáme doplutí až ke Kamerunské hoře

## Rozbor Hannonovy trasy
K Hannonově plavbě se vyslovila řada vědců, většinou s cílem osvětlit a interpretovat původní zprávu. William Smith například uvádí, že osazenstvo lodí tvořilo 30 000 lidí a že hlavním posláním cesty bylo zakládat kartaginská (dřívější hantýrkou libyjsko-fénická) města. Ani s konkrétními geografickými názvy se však nemůžeme dovtípit přesné lokace - ve spisech se totiž můžeme dočíst například o Thymiaterionu - domu kadidla, který se podle historiků nacházel asi 40 km od dnešního Rabatu. Dohady o pokračování výpravy se tak týkají i významů měst jako Karikon Teichos, Gytte, Akra, Melitta a Arambys.
Podle Hardena existuje všeobecný konsensus o tom, že expedice dosáhla Senegalu, a panuje také určitá shoda o tom, že doplula do Gambie. Vědci si však neví rady s tím, kam se Hanno dostal nejdále – zda to bylo Sierra Leone, Kamerun, Gabon, nebo jiná oblast. Harden poznamenává, že hora, kterou Hanno ve zprávě popisuje, by mohla odpovídat 4095 metrů vysoké Kamerunské hoře. Naproti tomu Warmington dává při hledání lokality přednost cca 890 metrů vysoké guinejské hoře Kakulima, neboť považuje Kamerun za příliš vzdálený.